# Gymnoscelis semipurpurea
Gymnoscelis semipurpurea là một loài bướm đêm trong họ Geometridae.